# 아이오딘화 칼륨
아이오딘화 칼륨(화학식: KI, 문화어: 요드화칼리움)은 아이오딘과 칼륨의 화합물이다. 아이오딘 칼리, 요오드화 칼륨이라고도 한다. 무색, 백색의 결정 분말이고 냄새가 없으며, 물에 잘 녹는다. 녹말과 반응하면 남색 계열의 색으로 바뀐다.